# Zemlja gluhih (1997.)
"Zemlja gluhih" (rus. "Страна глухих") - umjetnički film redatelja Valerija Todorovskog snimljen prema motivima pripovijesti Renate Litvinove "Obladat' i prinadležat'".

## Radnja
Moskva 1990-ih godina. Djevojka Rita se mora skrivati: njezin mladić Aljoša je nestao, izgubivši na ruletu tuđi novac. Spašava je i skriva kod sebe gluha plesačica noćnog kluba Jaja, koja mašta da uštedi novac i otputuje u neku bajkovitu "zemlju gluhih", u kojoj žive samo gluhe osobe, te zato vlada dobro i pravednost. Djevojke se neočekivano nađu u centru žestokog okršaja dvaju klanova mafije, gluhih i onih koji čuju.

## Uloge
- Dina Korzun - Jaja
- Čulpan Hamatova - Rita
- Maksim Suhanov - Svinja
- Nikita Tjunin - Aljoša (glas posudio Sergej Bezrukov)
- Aleksandr Jacko - zajmodavac
- Aleksej Gorbunov - dobavljač robe
- Pavel Pojmalov - Mao
- Sergej Juškevič - Nuna
- Jaroslav Bojko - kriminalac

## Festivali i nagrade
- 1998. - Nacionalna nagrada filmskih kritičara i filmskog tiska Zlatni ovan: najbolji film godine (V. Todorovski, S. Livnev), najbolja filmska glazba (A. Ajgi), najbolja glumica godine (D. Korzun), najbolji sporedni glumac (M. Suhanov)
- 1998. - Nagrada Nika: najbolja glumica (D. Korzun), najbolji sporedni glumac (M. Suhanov), najbolji zvuk (Gleb Kraveckij)[1]
- 1998. - festival "Vivat kino Rossii!" u Sankt Peterburgu: velika nagrada (V. Todorovski)
- 1998. - festival ruskih filmova u Honfleuru (Francuska): najbolji scenarij (J. Korotkov)
- 1998. - međunarodni filmski festival u Ženevi, nagrada Stars of Tomorrow i nagrada tiska za najbolju glumicu (D. Korzun)
- 1998. - međunarodni filmski festival "Listapad" u Minsku: nagrada žirija i filmskog tiska za najbolju glumicu (D. Korzun), velika nagrada Zoloto Listapada (V. Todorovskij)
- 1998. - međunarodni filmski festival u Seattleu: najbolji film u kategoriji "Novi redatelji" (V. Todorovski)
- 1998. - međunarodni festival mladog kina "Kinoforum": nagrada Otkriće godine (D. Korzun), Serebrjanyj gvozd' (V. Todorovskij)
- 1998. - filmski festival "Sazvezdije" u Tveru: specijalna nagrada žirija (M. Suhanov)

### Sudjelovanje na filmskim festivalima
- 1998. - Berlinski filmski festival[2]
- 1998. - međunarodni filmski festival u Chicagu
- 1998. - međunarodni filmski festival u Belfortu (Francuska)
- 1999. - međunarodni filmski festival u Bruxellesu
- 2000. - festival ruskih filmova "Juniverkino" u Nantesu
- 2003. - festival ruskih filmova "Juniverkino" u Nantesu
- 2010. - filmski festival "Moskva, Sankt-Peterburg: dva lica Rossii" u Parizu
- 2010. - međunarodni filmski festival u Seattleu